# Ann Christin von Allwörden

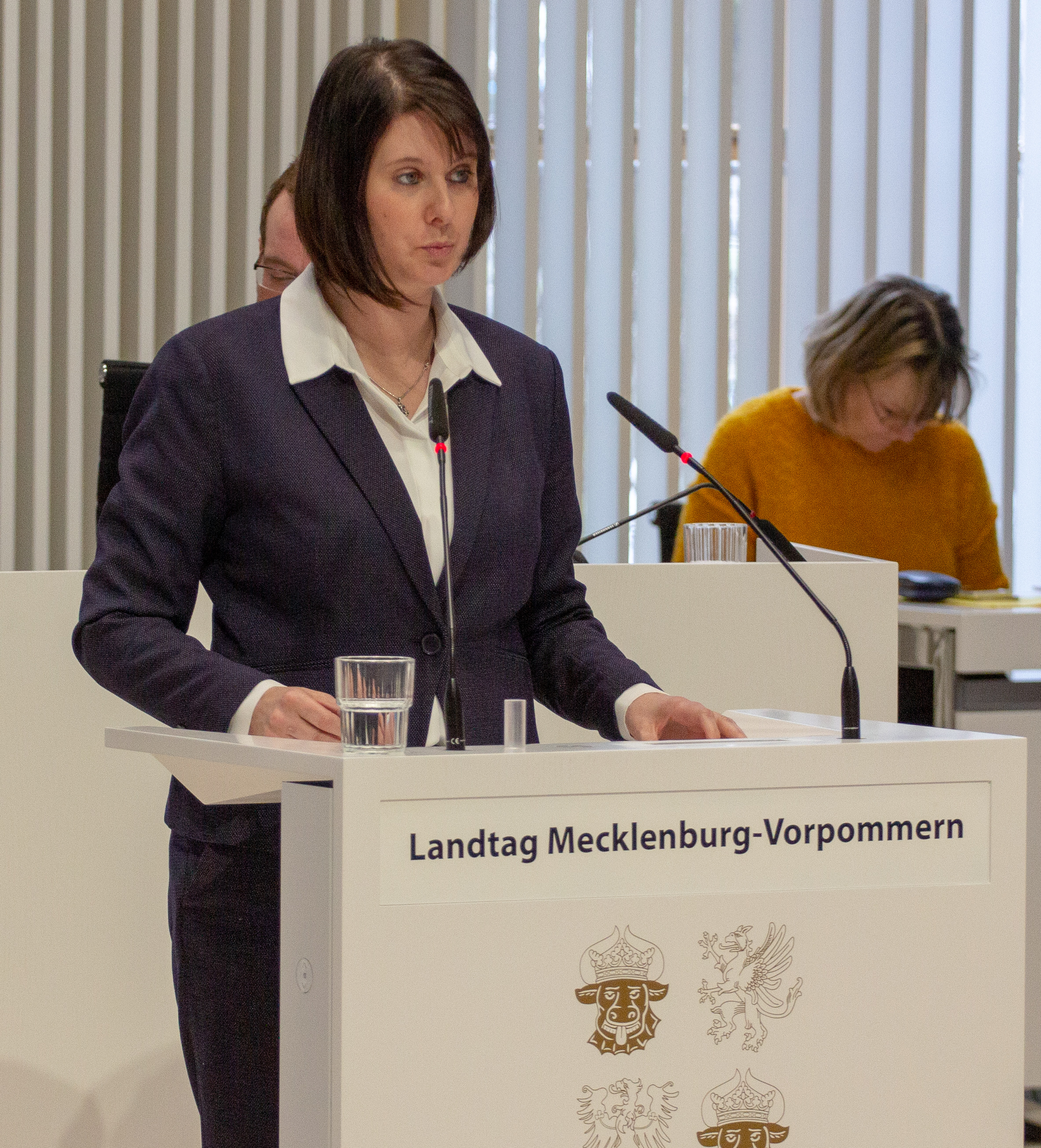
Ann Christin von Allwörden (2019)

Ann Christin von Allwörden (* 24. Oktober 1978 in Neumünster) ist eine deutsche Politikerin (CDU). Sie ist seit 2016 Mitglied des Landtages von Mecklenburg-Vorpommern.

## Leben
Nach dem Schulabschluss machte sie von August 1997 bis Januar 2001 eine Ausbildung zur Polizeibeamtin im mittleren Polizeivollzugsdienst in Eutin und war anschließend bis Februar 2010 als Polizistin im Streifendienst, Stationsdienst und Verkehrsermittlungsdienst auf Sylt tätig. Von März 2010 bis September 2015 übte sie verschiedene Tätigkeiten außerhalb des Polizeiapparates aus. Von Oktober 2015 bis September 2016 war von Allwörden in der Polizeidirektion Neumünster tätig. Sie ist verheiratet und hat eine Tochter.

## Politik
Ann Christin von Allwörden ist Abgeordnete der Stralsunder Bürgerschaft. 2015 setzte sie sich als Direktkandidatin der CDU im Wahlkreis 26 (Stralsund II) für die Wahlen zum Landtag von Mecklenburg-Vorpommern 2016 gegen Detlef Lindner durch. Sie gewann sie den Wahlkreis mit 22,2 % der Erststimmen und erhielt ein Mandat im Landtag von Mecklenburg-Vorpommern. Dort war sie stellvertretende Vorsitzende der CDU-Fraktion und Sprecherin der CDU-Landtagsfraktion für Sicherheitspolitik, Europapolitik und Kulturpolitik sowie für Datenschutz und Informationsfreiheit. In der Stralsunder Bürgerschaft ist sie Mitglied im Hauptausschuss und im Ausschuss für Bildung, Hochschule, Kultur und Sport. Auf dem 36. Landesparteitag der CDU Mecklenburg-Vorpommern am 7. August 2020 wurde sie mit 76 % der Delegiertenstimmen zur stellvertretenden Landesvorsitzenden gewählt. Zur Landtagswahl 2021 trat sie erneut im Wahlkreis Stralsund II an, dabei erreichte sie mit 3.234 Erststimmen das zweitbeste Ergebnis. Auf Platz 9 der Landesliste zog sie erneut in den Landtag ein. Am 23. November 2021 wurde sie zur stellvertretenden Fraktionsvorsitzenden sowie Sprecherin für Innenpolitik gewählt. Im März 2022 wurde sie erneut zur stellvertretenden Vorsitzenden der CDU Mecklenburg-Vorpommern gewählt.

## Mitgliedschaften
Von Allwörden ist Mitglied im Verwaltungsrat Deutsches Meeresmuseum, im Aufsichtsrat SWS Natur-erneuerbare Energien, Mitglied im „Weißen Ring“, im Pomerania e. V. und in der GdP. Aufsichtsratsvorsitzende der Stralsunder Innovation Consult GmbH. Bis zur Fusion der beiden Fußballvereine FC Pommern Stralsund und dem Stralsunder FC am 1. Juli 2018 war sie Vorstandsvorsitzende des Stralsunder FC.